# Ceratomantis saussurii
Espèce
Ceratomantis saussurii est une espèce d'insectes de la famille des Hymenopodidae (ordre des Mantodea).

## Répartition
Cette espèce se rencontre en Birmanie, en Thaïlande, dans le sud de la Chine, au Laos et à l'Ouest de la Malaisie ainsi qu'au Vietnam.

## Description

### Diagnose
Les bords supérieurs des fémurs antérieurs sont fortement crêtés. Le cône céphalique est bicuspide à l'extrémité et armé de deux cuspides pointues de chaque côté. L'occiput présente derrière chaque œil un tubercule pointu dirigé vers l'arrière. La face est carénée avec la carène du bouclier facial qui se termine au-dessus par une dent conique robuste. Les deux ocelles supérieurs sont surmontés d'une paire d'épines coniques longues et fines. Les organes de vol n'atteignent pas l'extrémité de l'abdomen. Le disque du prothorax est armé de quatre tubercules pointus, dressés et spiniformes.

### Description détaillée

#### Mâle
La longueur du corps du mâle varie de 19 à 19,5 mm. Le pronotum mesure de 3,5 à 4 mm, les ailes antérieures de 18 à 21 mm, les ailes postérieures de 16 à 18 mm et le processus du vertex de 2,0 à 2,7 mm. La largeur de la tête mesure de 3,1 à 3,3 mm et celle du pronotum de 2,9 à 3,2 mm.
Le sclérite frontal, le clypéus et le labrum sont pâles avec de très petites taches sombres. Le processus du vertex est principalement noir au-dessus dans sa partie médiane. Les antennes ont la base pâle et deviennent foncées distalement. Les palpes sont pâles.
Le pronotum est pâle avec de petites taches sombres dispersées sur la ligne médiane et latéralement. Le prosternum est pâle. 
Les coxae antérieurs mesurent environ 5 mm de long. Ils sont pâles sur le dessus avec des taches brunâtres et la surface interne présente une base pâle et une large bande noire s'étendant jusqu'au milieu du trochanter. Les fémurs antérieurs mesurent environ 5,5 mm de longueur. Ils sont pâles avec des taches foncées et portent généralement dix épines internes et rarement neuf. Les tibias antérieurs mesurent environ 4 mm de long. Ils sont foncé médialement et portent généralement dix épines externes et rarement neuf ou onze ainsi que sept épines internes et rarement huit. Le premier segment des tarses est long d'environ 2 mm. Il est pâle avec l'extrémité noire et plus long que les autres segments combinés. Les pattes méso et métathoraciques sont pâles avec trois anneaux bruns sur les fémurs qui mesurent environ 4,5 mm de long. Les tibias arborent deux anneaux indistincts. Le méso-tibia mesure environ 3,5 mm et le méta-tibia environ 4 mm. 
Les ailes antérieures présentent un champ costal opaque ocre mais noirci à l'extrémité. Le champ discoïdal est hyalin avec des taches brun foncé et la deuxième branche de la médiane est entièrement foncée. Le champ anal est hyalin. Les ailes postérieures présentent une zone costale ocre pâle et les zones discoïdale et anale translucides chamois clair. Les apex des nervures sont sombres dans la zone discoïdale, la plus grande étant la première.
L'abdomen est ocre pâle avec les lobes latéraux assombris. La plaque supra-anale est légèrement assombrie à son extrémité. Les cerques présentent des segments pâles avec les trois précédant les deux derniers segments assombris, surtout l'antépénultième. La plaque sous-génitale est pâle avec le bord postérieur droit entre les stylets.
L'appareil génital présente un l'hypo-phallus se terminant par un fort crochet culminant à droite. Le pseudo-phallus est allongé avec un apex granuleux quelque peu aplati.

#### Femelle
La longueur du corps de la femelle varie de 24 à 24,5 mm, celle du pronotum de 4,5 à 5 mm, celle des ailes antérieures de 13,5 à 15 mm, celle des ailes postérieures de 12 à 13 mm et celle du processus du vertex de 3,6 à 3,8 mm. La largeur de la tête mesure de 4,1 à 4,3 mm et celle du pronotum de 3,9 à 4,1 mm.
Le sclérite frontal, le clypéus et le labrum sont pâles. Le processus du vertex n'est foncée que dans la région médiane. Les antennes sont plus fines et plus courtes que chez le mâle mais de couleur similaire. Les palpes sont comme chez le mâle. 
La région médiane du pronotum est assombrie plus largement que chez le mâle. Le prostemum est pâle comme chez le mâle.
Les coxae antérieurs mesurent de 6,1 à 6,4 mm de longueur et sont colorés comme chez les mâles. Les fémurs antérieurs mesurent de 6,5 à 6,9 mm de long avec les mêmes caractéristiques que chez les mâles. Les tibias antérieurs mesurent de 5,3 à 5,5 mm de long avec dix ou onze épines externes et de sept à neuf épines internes. Les pattes méso et métathoraciques sont colorées comme chez les mâles. 
Les ailes antérieures présentent les mêmes motifs que le mâle mais avec des taches sombres plus étendues. Les ailes postérieures présentent un champ costal ocre comme chez le mâle mais beaucoup plus sombre. Les champs discoïdal et anal sont plus sombres que chez le mâle mais restent toujours translucides.
L'abdomen est beaucoup plus large que chez le mâle avec des lobes latéraux plus grands émanant des tergites. Les cerques sont très fins avec les segments précédant l'avant-dernier très foncés.
Cette espèce est assez variable avec les spécimens connus de Thaïlande plus petits arborant des bandes noires plus étendues sur l'hémisphère antérieur ainsi que des taches sombres plus étendues sur les ailes antérieures.

## Systématique
L'espèce Ceratomantis saussurii a été nommée et décrite en 1876 par l'entomologiste James Wood-Mason, probablement en l'honneur du zoologiste Henri de Saussure.

### Publication originale
- (en) J. Wood-Mason, « On some remarkable Species of Mantidae », Proceedings of the Asiatic Society of Bengal, Calcutta, vol. 1876,‎ 1876, p. 175-176 (ISSN 0369-8416, lire en ligne, consulté le 19 janvier 2025).